# Zora
Zora (italià: Zora la Vampira) és un personatge eròtic de còmics italià dels anys setanta. Zora la Vampira és un dels molts personatges d'aquest tipus de la tradició italiana del fumetti. Altres figures de la mateixa època, i amb preocupacions igualment violentes o eròtiques, inclouen Magella, Lucifera, Biancaneve, Vartan, Jacula, Sukia i Yra.

## Història
El primer còmic es va publicar el 1972. Zora la vampira es va publicar entre 1972 i 1985 i comptava amb una protagonista femenina rossa que, en algunes portades, s'assembla a l'actriu francesa Catherine Deneuve. La sèrie va ser publicada per Edifumetto. Els dibuixants van ser Renzo Barbieri i Giuseppe Pederiali com a escriptors i Birago Balzano com a artista. Emanuele Taglietti i Alessandro Biffignandi van pintar la majoria de les portades de la sèrie.
Juntament amb la sèrie original, també es van publicar històries de Zora a les revistes de còmics Orror, I Notturni i Fasma. La sèrie també es va publicar amb cert èxit a França, on es van produir noves històries fins i tot després del tancament de la sèrie a Itàlia. Una nova minisèrie de 13 episodis de Zora, rebatejada com "Lady Vampyre", es va publicar el 2001; els dibuixants van ser Paolo Puccini i Daniele Statella.

## Argument
El nom real del personatge és Zora Pabst, una aristòcrata del segle xix que ha estat posseïda per l'esperit de Dràcula. Viatja pel món i fins i tot a l'espai exterior, satisfent els seus desitjos sexuals i el seu desig de sang. Les seves aventures són una barreja d'horror, erotisme i pornografia.

## Llegat
L'any 2000 es va estrenar una pel·lícula inspirada en el personatge, també anomenada Zora la Vampira, dirigida pels germans Manetti.